# Фалерії

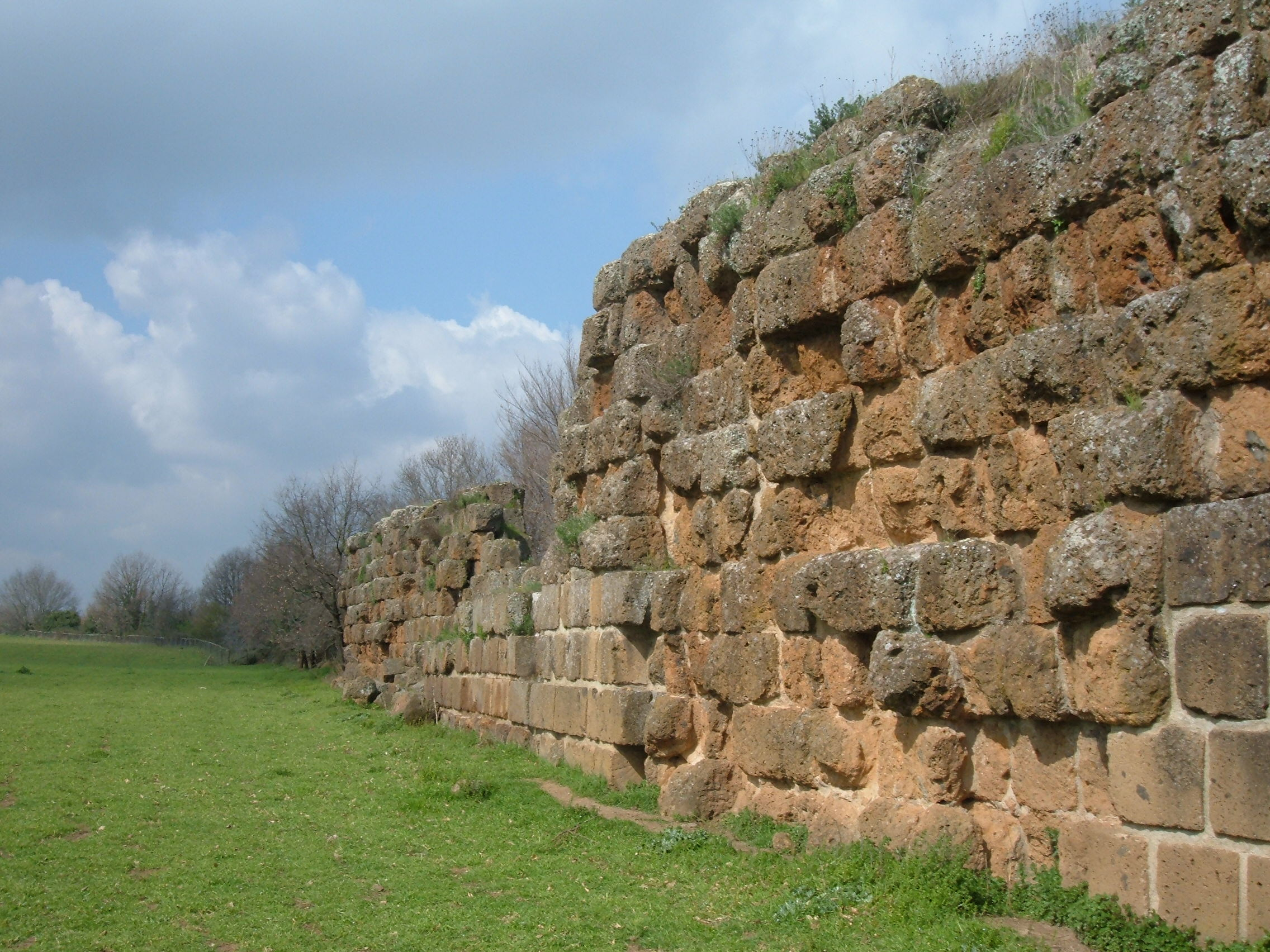
Кріпосна стіна в Нових Фалеріях

Фалерії (лат. Falerii) — стародавнє місто фалісків. Розташоване за 50 км від Риму. Спочатку існували Старі Фалерії, потім римляни заснували Нові Фалерії.

## Історія
Було засновано у IV ст. до н. е. Стає важливим політичним та військовим центром в Лаціумі. З огляду на союз з етрусками місто входило до Союзу дванадцяти етруських міст. У 351 році до н. е. після чергової поразки фалісків у війні проти римлян місто Старі Фалерії було захоплено, де було розташовано римську залогу. У 293 році до н. е. римляни придушили чергове повстання фалісків, зміцнивши владу в Фалерії.
241 року до н. е. після придушення нового повстання фалісків Старі Фалерії було зруйновано. Римляни заснували нове місто, що отримало назву Нові Фалерії (лат. Falerii Novi), яке розташовувалося у 3 мілях на північний захід від Старих Фалеріїв. В часи розквіту Римської республіки тут мешкало 2,5 тис. осіб. Було відомо тонкими лляними тканинами, породою биків і виробництвом особливого сорту ковбас (лат. venter Faliscus). Місто спорожніло близько 700 року н. е. і почало руйнуватися.

## Опис
Спочатку розташовувалися на плато розміром 1110×400 м. Це так званні Старі Фалерії (лат. Falerii Veteres). З одного боку місто захищало ущелина завглибшки 60 м, з іншого — потужна фортечна стіна, побудована з прямокутних блоків туфу, деякі залишки яких існують і донині. Залишки храму 1888 року були знайдені в Ло Скасато, найвищій точці Старих Фалеріїв. будівлі були дерев'яними, з вишуканими прикрасами з кольорової теракоти. З усіх боків міста виявлено численні могили, витесані в скелі, в них були зроблені важливі відкриття: багато предметів як з храмів, так і з гробниць, що знаходяться в музеї Вілла Джулія в Римі.
Нові Фалерії розташовувалися на відстані 5 км на північний захід від дороги вія Аннія. Місто мало трикутну форму, а стіни, що його оточували вважаються зразком давньоримської військової архітектури. Мало 80 веж, з яких натепер збереглося 50. З 8 брам залишилося 2. З будівель у стінах майже нічого не збереглося над землею, хоча форум, театр, амфітеатр, арена якого розміром 55×33 м.